# Caesalpinia cassioides
Caesalpinia cassioides är en ärtväxtart som beskrevs av Carl Ludwig von Willdenow. Caesalpinia cassioides ingår i släktet Caesalpinia och familjen ärtväxter. Inga underarter finns listade i Catalogue of Life.